# Suolavuopio
Suolavuopio är en sjö i Kiruna kommun i Lappland och ingår i Torneälvens huvudavrinningsområde. Sjön har en area på 0,183 kvadratkilometer och ligger 306,1 meter över havet. Suolavuopio ligger i Torne och Kalix älvsystem Natura 2000-område.

## Delavrinningsområde
Suolavuopio ingår i det delavrinningsområde (753760-177447) som SMHI kallar för Mynnar i Lainioälvens vattendragsyta. Medelhöjden är 314 meter över havet och ytan är 1,5 kvadratkilometer. Det finns ett avrinningsområde uppströms, och räknas det in blir den ackumulerade arean 5,27 kvadratkilometer. Vattendraget som avvattnar avrinningsområdet har biflödesordning 3, vilket innebär att vattnet flödar genom totalt 3 vattendrag innan det når havet efter 317 kilometer. Avrinningsområdet består mestadels av skog (69 procent) och sankmarker (19 procent). Avrinningsområdet har 0,18 kvadratkilometer vattenytor vilket ger det en sjöprocent på 12,3 procent.